# Suazyjska rodzina królewska
Do suazyjskiej rodziny królewskiej należy król Eswatini; Mswati III, matka króla Mswatiego III, współregentka, królowa Ntombi oraz ich rodzina, w szczególności żony króla Mswatiego, jego dzieci oraz wnuczęta. Królowe małżonki króla noszą tytuły Jej Królewskiej Mości Królowej Inkhosikati, dzieci i wnuczęta króla noszą tytuły Jej/Jego Królewskiej Wysokości Księcia/Księżniczki. Wszyscy należą do dynastii Dlamini.  

## Linia sukcesyjna
W Eswatini król (Ngwenyama, "lew") nie może sam wskazać swojego następcy. Po śmierci króla decyzję o tym, która z jego żon zostanie "wielką żoną" i Indlovukazi, "Słonicą", Królową Matką podejmuje niezależna tradycyjna rada zwana Liqoqo. Syn wybranej Indlovukazi automatycznie zostaje kolejnym królem.
Indlovukazi jest wybierana po śmierci króla i musi odznaczać się nienagannym charakterem. Zgodnie z tradycją swazi, syn nie może być dziedzicem, jeśli jego matka nie cieszy się dobrą reputacją. Nie może ona nosić panieńskiego nazwiska Nkhosi-Dlamini, ponieważ Dlamini to nazwa rodu królewskiego, a także nie może być żoną rytualną.
Obecny król, Mswati III, ma 11 żon (Inkhosikati) (2 opuściły go na stałe, a 2 nie żyją), 39 dzieci i 13 wnuków. Pierwsze dwie żony (zwane „żonami rytualnymi”) króla Eswatini są wybierane przez narodowych doradców. Obie pełnią szczególne funkcje w rytuałach, a ich synowie nigdy nie mogą zostać królami. Pierwsza żona musi pochodzić z klanu Matsebula, a druga z klanu Motsa. Te żony są nazywane tesulamsiti.
Narzeczona królewska nazywana jest liphovela, czyli "panna młoda". Staje się pełnoprawną żoną, gdy zajdzie w ciążę, co tradycyjnie wiąże się z zawarciem małżeństwa z królem. Jednak tradycyjny ślub, znany jako "Ludvendve" (małżeństwo z królem), odbywa się później.
W tradycyjnej kulturze Eswatini od króla oczekuje się, że poślubi kobietę z każdego klanu, aby umacniać więzi z różnymi częściami kraju. Oznacza to, że król musi mieć wiele żon.

## Członkowie
Król Mswati III, Ngwenyama
Królowa Matka Ntombi Indlovukazi
Inkhosikati (królowa) LaMatsebula — żona rytualna (tesulamsiti). Posiada dyplom z psychologii.
- Syn: Książę Sicalo (ur. 1987) – ojciec drugiego wnuka króla, księzniczki Tibu Dlamini (ur. 2013), wziął ślub 1 października 2021.
- Syn: Książę Maveletiveni

Inkhosikati LaMotsa — Żona rytualna (tesulamsiti), od 1996 roku Ambasador Dobrej Woli Programu Narodów Zjednoczonych ds. Rozwoju (UNDP).
- Syn: Książę Majahonkhe (ur. 1991) – ojciec pierwszego wnuka króla, dziewczynki o imieniu Jej Królewska Wysokość Księżniczka Lamahle Dlamini (ur. 2012), następnie poślubił piosenkarkę gospel Nothando Hlophe (ur. 1989) we wrześniu 2019 roku. W 2020 roku urodził się im syn, Jego Królewska Wysokość Książę Alakhiwelivelemaswati Dlamini. Ślub odbył się 19 września 2021. Książę poślubił swoją drugą żonę, uczestniczkę konkursu Miss Miss Cultural Heritage 2018, Temlandvo Khumalo (1996), siedem dni później.
- Syn: Książę Buhlebenkhosi (ur. 1997)[6]
- Syn: Książę Lusuku
- Syn: Książę Sinawonkhe

Inkhosikati LaMbikiza — żona od 1986 roku (ur. 16 czerwca 1969 jako Sibonelo Mngomezulu). Córka Percy'ego Mngomezulu, adwokatka. Uzyskała dyplom na Uniwersytecie Południowej Afryki (UNISA) w 2001 roku oraz stopień naukowy z grafiki na Uniwersytecie Limkokwing w 2017 roku. Zaangażowana w inicjatywę Swazi Royal Initiative to Combat AIDS (RICA).
- Córka: Księżniczka Sikhanyiso Dlamini (ur. 1987) – matka siódmego wnuka króla, chłopca o imieniu Phikolwezwe Elihu Dlamini (ur. 2020), oraz dwunastego wnuka króla, chłopca o imieniu Mbutfo Lonjinga Dlamini (ur. 2023).
- Syn: Książę Lindani Dlamini (ur. 1989) – poślubił Fatimę Loureiro (ur. 1994), 11 września 2021. Mają córkę, Jej Królewską Wysokość Księżniczkę Lisulakhe Sigodlo Dlamini (ur. 3 listopada 2021).
- Syn: Książę Makhosini "Omari" Dlamini (ur. 1991) – urodzony przez Jej Królewską Wysokość Księżniczkę Phindiwe Ritę Dlamini, pozostający pod opieką LaMbikizy od 2006 roku.

Inkhosikati LaNgangaza — żona od 1988 roku (ur. 25 grudnia 1970 jako Carol Dlamini). Patronka organizacji „Hospice at Home”.
- Córka: Księżniczka Temaswati Dlamini (ur. 1988) – zaręczyła się z piłkarzem Lwazi Maziya w 2021 roku i urodziła syna Mcanco w grudniu 2023.
- Córka: Księżniczka Tiyandza Dlamini (ur. 1992) – zaręczona w 2019 roku z Luisem Leite. Ma dwoje dzieci: córkę Lwandzilelutsandvo Maggie Madre Leite (ur. 2020) i syna Leonardo (ur. 2021).
- Córka: Księżniczka Tebukhosi Dlamini (ur. 1994) – matka czwartego wnuka króla, chłopca o imieniu Tisekelo (ur. 2018).
- Córka: Księżniczka Wesive Mazwezulu Dlamini (ur. 2012)

Inkhosikati Putsoana Hwala — żona do 2004 roku (ur. 15 listopada 1974). Opuściła króla w 2004 roku.
- Syn: Książę Bandzile (ur. 1990) – poślubił Kitali Stankozci (obecnie LaMnisi) w 2021 roku.
- Córka: Księżniczka Temashayina Sibahle (ur. 1996).

Inkhosikati Delisa Magwaza — żona do 2004 roku (ur. 29 maja 1974). Po rozwodzie wyszła za południowoafrykańskiego biznesmena.
- Córka:  Księżniczka Temtsimba Dlamini, pani Schofield (ur. 1992), jako pierwsza z dzieci króla wyszła za mąż. Poślubiła jubilera Keenina Schofielda 22 lipca 2017 roku w rezydencji królewskiej Ludzidzini. Para doczekała się trzeciego wnuka króla, dziewczynki o imieniu Tiyabusa (ur. 2017), oraz piątego wnuka, córki o imieniu Tabelwe (ur. 2019)
- Córka: Księżniczka Sakhizwe Dlamini (ur. 1999).

Inkhosikati LaMasango — (ur. 12 lipca 1981 jako Senteni Masango). Królewska małżonka od sierpnia 2000 roku. Według niepotwierdzonych doniesień popełniła samobójstwo 6 kwietnia 2018 roku. Tydzień wcześniej, uczestniczyła w pogrzebie swojej siostry, bez zgody króla. Była malarką.
- Córka: Księżniczka Sentelweyinkhosi (ur. 2000)
- Córka: Księżniczka Sibusisezweni (ur. 2003)

Inkhosikati LaGija — (ur. 15 czerwca 1979 jako Angel Dlamini). Królowa małżonka od grudnia 1998. W maju 2012 roku opuściła pałac królewski. Jednak w 2018 roku powróciła na królewski dwór Eswatini, biorąc udział w tradycyjnym tańcu trzcinowym (Umhlanga Reed Dance), później widziano ją na Światowych Targach 2018 obok króla, 7. żony LaMahlangu i żony rytualnej LaMatsebuli.
- Córka: Księżniczka Nkhosiyenzile (ur. 2003)

Inkhosikati LaMagongo — (ur. 1 marca 1985 jako Nontsetselo Magongo). Siostrzenica Naczelnego Wodza Mlobokazany Fakudze z Mgazini. Królowa małżonka od czerwca 2002 roku. Rzadko pojawia się publicznie, ale uczestniczyła w inauguracji 5. demokratycznie wybranego prezydenta Republiki Południowej Afryki, Cyrila Ramaphosy, w Pretorii na stadionie Loftus Versfeld 25 maja 2019 roku, w towarzystwie króla.
- Syn: Książę Mcwasho (ur. 2003)

Inkhosikati LaMahlangu — (ur. 1984 jako Zena Soraya Mahlangu) żona króla od listopada 2002.
- Syn: Książę Saziwangaye (ur. 2004)
- Córka: Księżniczka Lomabheka (ur. 2013)

Inkhosikati LaNtentesa — (ur. 1981 jako Noliqhwa Ayanda Ntentesa). Zaręczona w listopadzie 2002 roku, wyszła za mąż podczas tradycyjnej ceremonii w rezydencji królewskiej Ludzidzini 26 maja 2005 roku. Ukończyła Institute of Development Management w 2017 roku, zdobywając dyplom z zarządzania zasobami ludzkimi. Królowa od maja 2005.
- Córka: Księżniczka Sabusiswa Dlamini (ur. 2012)

Inkhosikati LaDube (ur. 6 lutego 1988 jako Nothando Mosa, zmarła 7 marca 2019 podczas ceremonii Emaganu na skutek choroby związanej z rakiem skóry). Finalistka konkursu Miss Teen Swaziland w wieku 16 lat, została wybrana jako żona podczas ceremonii Umhlanga 30 sierpnia 2004 roku. Spotkała króla na przyjęciu urodzinowym jednego z jego dzieci przed wzięciem udziału w konkursie piękności Miss Teen Swaziland. Królowa od 11 czerwca 2005. Jej ojciec pochodzi z Barberton w Południowej Afryce.
- Córka: Księżniczka Makhosothando (ur. 2005)
- Syn: Książę Betive (ur. 2007)
- Córka: Księżniczka Mahemalanini Temave (ur. 2009)

Inkhosikati LaNkambule (ur. 15 lutego 1988 jako Phindile Nkambule), wybrana na żonę podczas ceremonii Umhlanga w 2005 roku, w wieku 17 lat. Żona od 14 kwietnia 2007.
- Córka: Księżniczka Sihlalosemusa Buhlebetive (ur. 2007)
- Córka: Księżniczka Nikudumo Dlamini (ur. 2009)
- Córka: Księżniczka Mphilwenhle Dlamini (ur. 2012)
- Syn: Książę Mehluli Dlamini (ur. 2014)
- Córka: Księżniczka Mpandzese (ur. 2018)
- Córka: Księżniczka Lomchele (ur. 2019)

Inkhosikati LaFogiyane (ur. 7 stycznia 1995 jako Sindiswa Dlamini) – była królowa piękności, absolwentka St. Francis High School w Mbabane w 2012 roku, finalistka konkursu Miss Dziedzictwa Kulturowego. Przedstawiona jako żona podczas tańca trzcinowego w Shiselweni 13 września 2013 roku. Stała się Inkhosikati (królową małżonką) 30 sierpnia 2014 roku.
- Córka: Księżniczka Ntsandvweni (ur. 2015)
- Córka: Księżniczka Nolikhwa (ur. 2017)

Inkhosikati LaMashwama (ur. 1998 jako Siphelele Mashwama) – córka Jabulile Mashwamy, jednej z senatorek Eswatini. Ukończyła elitarną szkołę średnią Waterford Kamhlaba w Eswatini i była studentką na Uniwersytecie w Rochester w Stanach Zjednoczonych, gdy jej rodzice przerwali jej studia we wrześniu 2017 roku, by mogła poślubić króla. 
- Syn: Książę Mkhandlowenkhosi (ur. 2021)

Inkhosikati Nomcebo Zuma (ur. 2002) – zapowiedziana jako przyszła żona podczas ceremonii Umhlanga (Tańca Trzcin) w 2024 roku. Jest córką byłego prezydenta Republiki Południowej Afryki Jacoba Zumy i Nonkululeko Mhlongo.